# ジェットエイジ
ジェットエイジ（英語: Jet Age）またはジェット時代、ジェット機時代は、タービンエンジンを動力源とする航空機の出現と、これがもたらした社会的変化によって定義された飛行機の歴史の期間である。
ジェット旅客機は、古いピストン駆動のプロプリナーよりもはるかに高く、速く、遠くまで飛ぶことができ、大陸横断および大陸間旅行をかなり速く簡単にした。：例えば、北米を出発して大西洋（後に太平洋）を横断する航空機は、目的地までノンストップで飛行できるようになり、1日の旅行で初めて世界中の多くの場所にアクセスできるようになった。
大型ジェット旅客機はピストン式旅客機よりも多くの乗客を運ぶことができるため、航空運賃も（インフレと比較して）低下し、より幅広い社会経済的階級の人々が自国以外を旅行する余裕があった。
純粋なジェット機に加えて、タービン駆動のプロペラエンジンは、よりスムーズな乗り心地とより良い燃料効率を提供するピストンエンジンの改善を提供した。大型旅客機によるジェット動力の支配の1つの例外は、Tu-114 （1957年 初飛行）に動力を供給した二重反転プロペラのターボプロップ設計である。この旅客機は、現代のジェット機の速度、容量、範囲に匹敵するか、それを超えることができた。しかし、1976年以降、大型機体でのこのような動力の使用は完全に軍隊に制限されていた。
1976年にコンコルド超音速輸送機（SST）が定期便に導入されたことで、同様の社会的変化がもたらされると期待されていたが、航空機は商業的な成功を収めることはなかった。2年半のサービスの後、2000年7月にパリ近郊のコンコルド墜落事故での致命的な事故やその他の要因により、最終的にコンコルドのフライトは2003年に中止された。これは、民間サービスにおけるSSTの唯一の損失であった。ソビエト時代のTu-144という民間の立場で使用されたSST設計は他に1つだけだったが、高度なメンテナンスやその他の問題のためすぐに廃止された。1960年代からさまざまなSST設計の開発を当初計画していた米国メーカーのマクドネル・ダグラス、ロッキード、ボーイングのプロジェクトは、さまざまな開発、コスト、その他実用上の理由で最終的に中止された。

## 起源

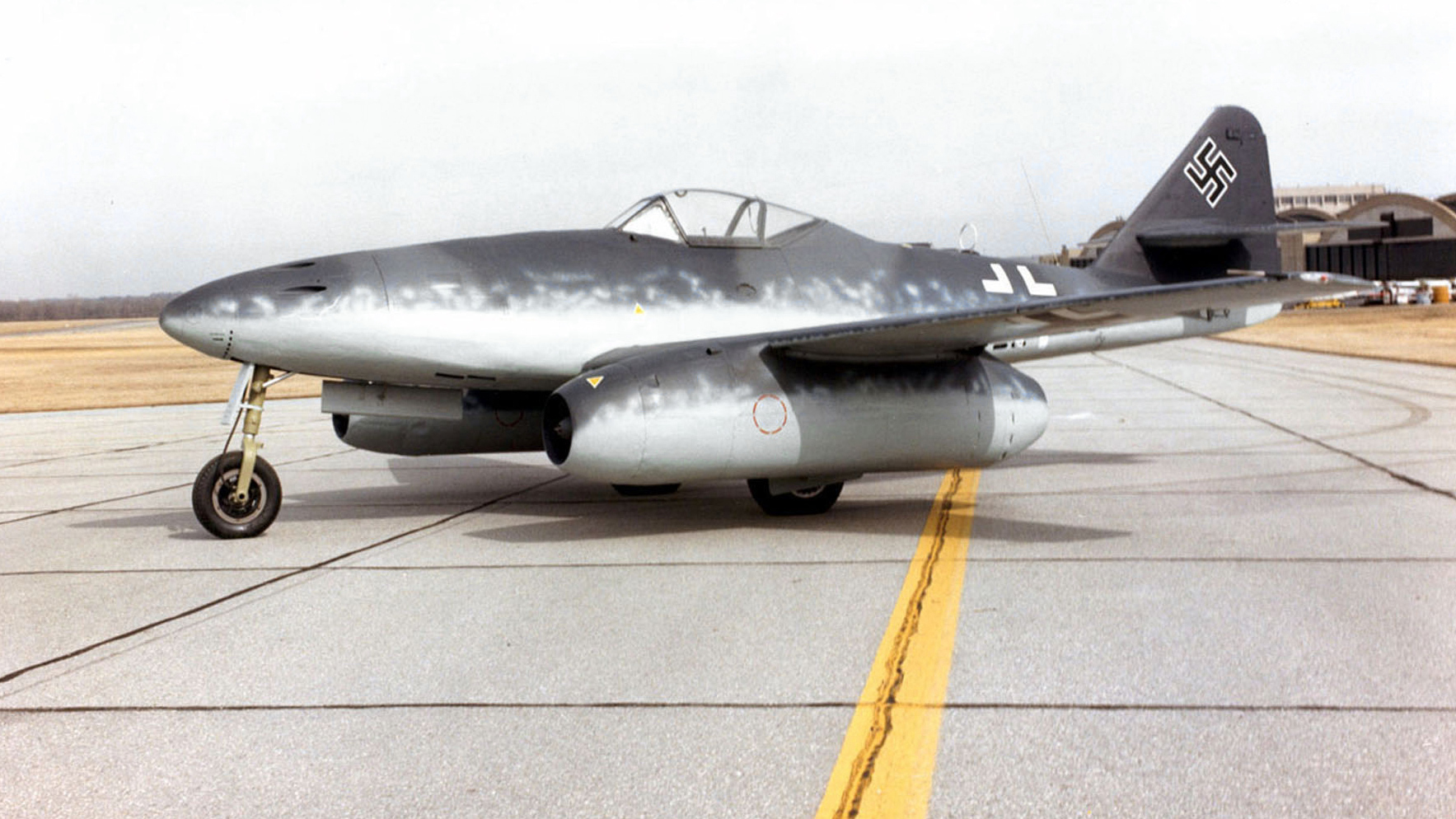
メッサーシュミット Me262

「ジェットエイジ」という用語は、1940年代後半に造られた。当時、生産されていたジェット動力航空機は軍用機のみで、そのほとんどが戦闘機であった。この表現は、ジェットエンジンが航空学と航空産業に大きな変化をもたらす、または、間もなく大きな変化をもたらすという認識を反映している。
ジェット時代は1930年代と1940年代にジェットエンジンが発明されたことから始まったという見方もある。軍事航空の歴史において、それは第二次世界大戦中にアラドAr234偵察爆撃機とメッサーシュミットMe262戦闘機の就役を開始した1944年に始まった。商用航空では、ジェット時代は1952年にデ・ハビランド コメット旅客機の最初の定期便で英国に導入され、10年後半にアメリカで最初のアメリカ製ジェット旅客機が導入された。

## 民間航空

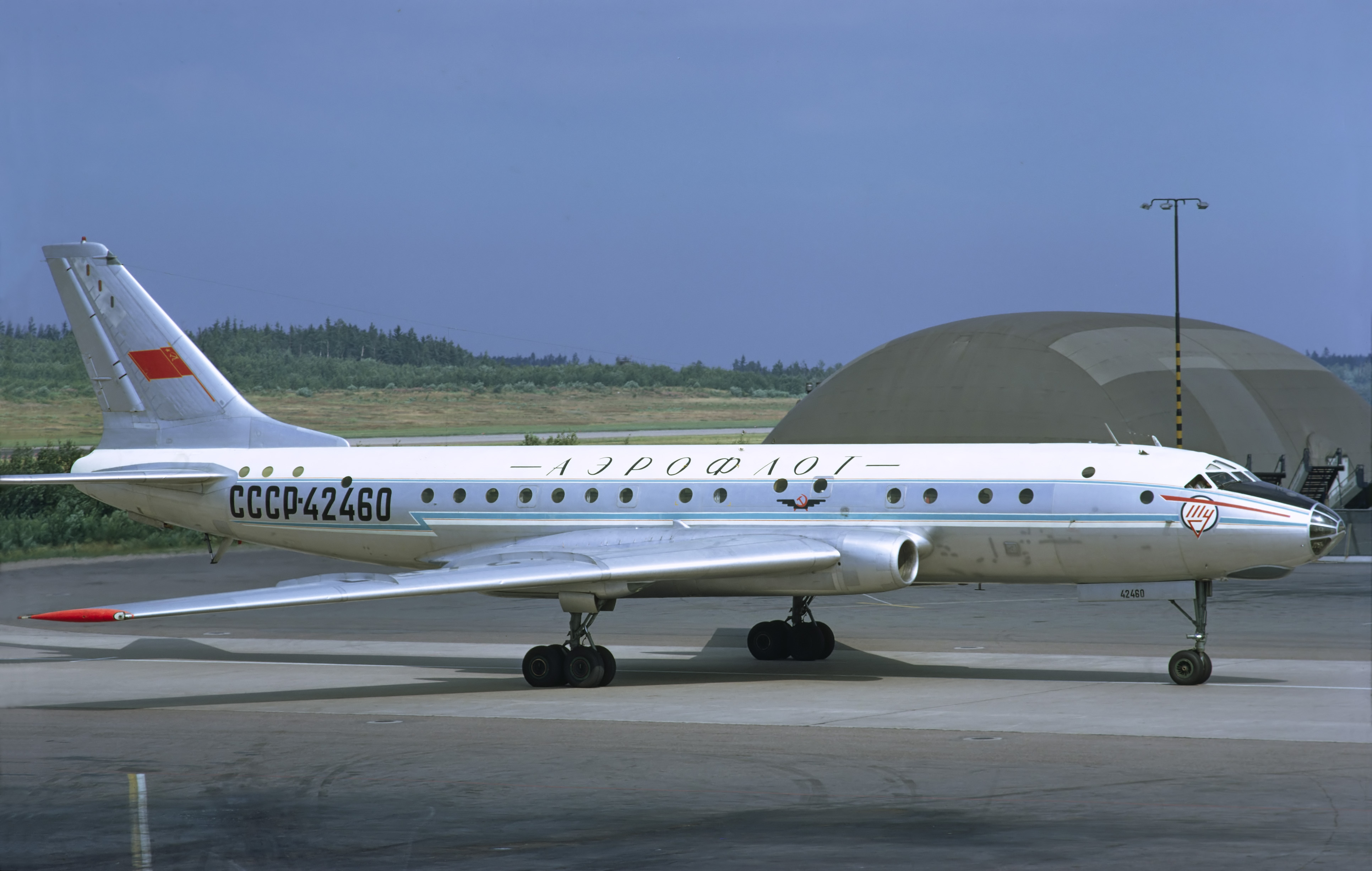
ツボレフTu-104

イギリスのデ・ハビランド コメットは、最初に飛行したジェット旅客機（1949年）、最初の就航（1952年）、そして最初に定期的な大西洋横断サービス（1958年）を提供した。114機（プロトタイプを含む）が製造された。しかし、持続的で信頼できるサービスを提供した最初のジェット旅客機は、1956年から1958年の間に世界中で運用された唯一のジェット旅客機であったソビエトのツポレフTu-104 （201機製造）である（コメットは構造的破損の問題のために1954年に撤退）。コメットとTu-104は、その後、アメリカのボーイング707 （1958年に就役）とダグラスDC-8によって生産において追い越され、その後数年にわたって空に加わった。その期間の他のタイプには、フランスのシュド・カラベルが含まれていた。1958年に707が、ニューヨークからロンドンへのルートで就航したとき、これは大西洋横断の乗客が船よりも飛行機で旅行した最初の年になった。
乗客数が急増するにつれ、主要ハブ空港から飛ぶ航空機の数を増やすことは非現実的になった。フランスのパリのオルリー空港のような国際空港は、乗客数の増加に対応して、バッグチェックと通関処理の効率を中心にターミナルを建設した。代わりに、設計者はさらに大型のワイドボディ旅客機を製造し、エンジンメーカーはより大きく、より強力で、より燃料効率の高いエンジンで対応した。最初の「ジャンボジェット」はボーイング747で、空港の乗客能力を増やし、飛行機旅行のコストを削減し、ジェット時代によってもたらされた社会の変化をさらに加速させた。

## 軍事航空

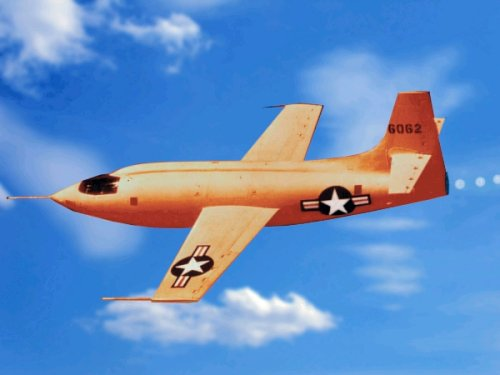
ベル X-1

軍事航空は、第二次世界大戦の終結段階で、やや早くジェット時代に入った。戦後初期には、ジェット機の使用の増加はほとんど大きな影響を与えず、主に過去に見られたパフォーマンスは遅いが、安定した改善を続けるのに役立った。超音速飛行は航空機の性能に段階的な変化をもたらしました。水平飛行で最初に音の壁を破ったベルX-1は、実験的なロケット推進型であり、それに続くプロダクションジェットは少し速く飛ぶことができた。超音速飛行のために最初から設計された最初のジェット機は、英国のフェアリーデルタ2であった。1956年3月10日、時速1,000マイル (1,600 km/h) を超える速度で飛行する最初の航空機。利用可能なエンジニアリング材料によって通常マッハ2.2の速度に制限される「高速ジェット」の時代を告げた。ジェットが速くなるにつれて、兵器は機関砲からミサイルに変わり、アビオニクスシステムは、レーダー、火器管制およびその他のシステムによってさらに複雑になった。航空機はより大きく、より高価になり、それらを経済的にするためにより多くのことをする必要があった。これらすべてが冷戦中の軍事戦略の本質に大きな影響を及ぼした。

## ハリウッドとエンターテインメントへの影響
1958年、707の導入の年にフランク・シナトラは人気曲「私と飛んで来てね」を歌い、大ヒットとなった。1965年、パラマウントピクチャーズは、パリに住む2人の独身者が、交差しないフライトスケジュールで国際線に割り当てられたスチュワーデスとデートした独身者についての映画「ボーイングボーイング」を公開した。